# Астра альпийская
А́стра альпи́йская, или Астра Коржи́нского, или Астра ло́жная (лат. Aster alpinus) — вид двудольных растений рода Астра (Aster) семейства Астровые (Asteraceae). Таксономическое название впервые опубликовано шведским систематиком Карлом Линнеем в 1753 году.

## Этимология
Видовой эпитет alpina, -us, -um [альпина], n. — «высокогорный», «альпийский», от латинского корня Alpes, ium f.pref. — горы Альпы, или высокие горы; дано по особенности местообитания растения приуроченному к горам.

## Распространение
Широко распространена в Европе, России, юго-западной Азии, Китае, Монголии, Таджикистане и на западе Северной Америки. В Польских Татрах достигает высоты 2000 м над уровнем моря, а в Альпах это горное растение растет до высоты 3195 м над уровнем моря.
В горах растет на скалистых уступах, в расщелинах скал и у их подножия, на известняковом гравии или невысоких лугах, на солнечных или полутенистых местах. Растение известковое и теплолюбивое, поэтому гораздо чаще встречается на южной стороне скал.

## Ботаническое описание

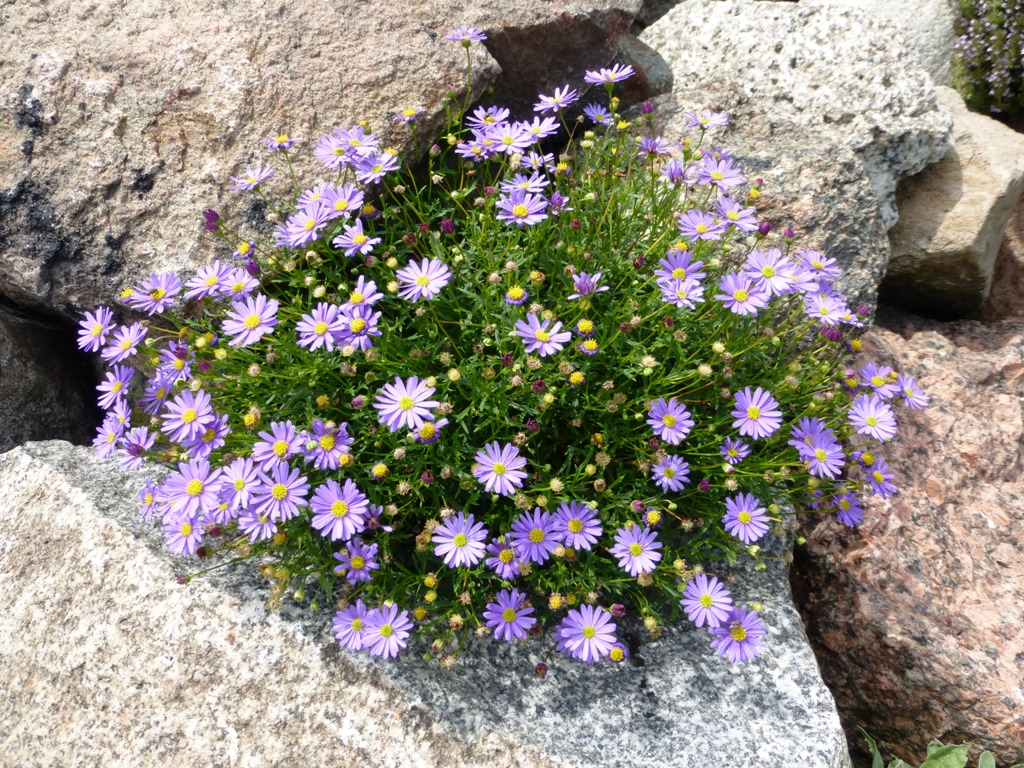
Общий вид цветущего растения в расщелине скал

Многолетнее травянистое растение высотой 10–35 см с утолщённым корневищем.
Стебли простые, прямостоячие или восходящие, высотой 15–45 см, в различной степени опушённые и железистые.
Прикорневые листья короткочерешчатые, формой от обратнояйцевидных до лопатчатых или клиновидные. Стеблевые листья уменьшающиеся в размерах к верхушке, расположены по спирали, жилистые, нижние на черешках, средние и верхние — сидячие. Все листья цельные и сильно или изредка опушённые. 
Соцветие-корзинка верхушечная, одиночная, до 5,5 см в диаметре; язычковых цветов 26—60, цветом от фиолетового до красноватого, трубчатые цветки жёлтого цвета. Обёртка полушаровидная, с 2—3 рядами обычно равных или почти равных продолговато-ланцетных листочков.
Семянки приплюснутые, обратнояйцевидной формы, с белым четырёхрядным хохолком.
Цветёт с июня по август, плодоносит с июля по сентябрь.

## Хозяйственное значение и применение
Используется как декоративное и лекарственное растение.
Соцветия астры альпийской используются в традиционной тибетской медицине при желудочно-кишечных заболеваниях.

## Природоохранная ситуация
Астра альпийская занесена в Красные книги Архангельской, Курганской, Самарской, Свердловской, Тюменской, Оренбургской, Омской областей, республик Коми, Татарстан и Ханты-Мансийского автономного округа (Россия), а также в Красную книгу Украины.

## Систематика
Подтаксоны:
- Aster alpinus var. serpentimontanus (Tamamsch.) Ling
- Aster alpinus subsp. tolmatschevii (Tamamsch.) Á.Löve & D.Löve
- Aster alpinus subsp. vierhapperi Onno

Синонимы:
- Aster alpinus var. bohemicus Rchb.
- Aster alpinus var. breyninus Beck
- Aster alpinus var. cebennensis Braun-Blanq.
- Aster alpinus var. cylleneus Boiss. & Orph.
- Aster alpinus subsp. dolomiticus (Beck) Hayek
- Aster alpinus var. dolomiticus Beck
- Aster alpinus var. glaber Rostański
- Aster alpinus var. glabratus Herbich
- Aster alpinus var. subvillosus Schur
- Aster breyninus (Beck) Fritsch
- Aster chrysocomoides Turcz. ex DC.
- Aster cylleneus (Boiss. & Orph.) Halácsy
- Aster cylleneus Nyman
- Aster fallax Tamamsch.
- Aster fallax var. brachyglossus (Onno) Peschkova
- Aster garibaldii Brügger
- Aster hirsutus Host
- Aster hispanicus Coincy
- Aster korshinskyi Tamamsch.
- Aster nivalis Adam
- Aster pulchellus Hohen.
- Aster scabris Mill.
- Aster wolfii Favrat